# Nadchodzi lato
Nadchodzi lato – singel polskich raperów Bedoesa i Lanka, promujący album studyjny, zatytułowany Opowieści z Doliny Smoków. Singel został wydany 2 czerwca 2019.
Nagranie otrzymało w Polsce status potrójnej platynowej płyty.

## Geneza utworu i historia wydania
Utwór napisali i skomponowali Borys Przybylski i Kamil Łanka.
Singel ukazał się w formacie digital download 2 czerwca 2019 w Polsce za pośrednictwem wytwórni płytowej SBM Label. Kompozycja została umieszczona na trzecim albumie studyjnym Bedoesa i Lanka – Opowieści z Doliny Smoków.

## Teledysk
Do utworu powstał teledysk, który udostępniono w dniu premiery singla za pośrednictwem serwisu YouTube.

## Lista utworów
- Digital download[5]

1. „Nadchodzi lato” – 3:21

## Certyfikaty
| Kraj          | Certyfikat         |
| ------------- | ------------------ |
| Polska (ZPAV) | 3x platynowa płyta |